# Schwedische Badminton-Mannschaftsmeisterschaft 2001/02
Titelträger der Schwedischen Badminton-Mannschaftsmeisterschaft 2001/2002 im Badminton und damit schwedischer Mannschaftsmeister wurde der Klub Fyrisfjädern, der sich in den Play-offs durchsetzen konnte. Die Liga trug in dieser Saison den Namen Elitserien. Sie war in eine Nord- und eine Südgruppe unterteilt. Aus den Gruppen wurden nach der Vorrunde die Superelitserie und die Elitserie gebildet, welche die Setzpositionen für die Playoffs und die Absteiger ausspielten.

## Vorrunde

### Elitserien Norra
| Platz | Team           | Spiele | G | U(G) | U(V) | V | Spielpunkte | Punkte |
| ----- | -------------- | ------ | - | ---- | ---- | - | ----------- | ------ |
| 1     | Fyrisfjädern   | 4      | 4 |      |      |   | 31-5        | 12     |
| 2     | IFK Umeå       | 4      | 2 | 1    |      | 1 | 23-13       | 8      |
| 3     | Täby BMF       | 4      | 2 |      | 1    | 1 | 22-14       | 7      |
| 4     | Skogås BK      | 4      | 1 |      |      | 3 | 12-24       | 3      |
| 5     | Bergsåkers BMK | 4      |   |      |      | 4 | 2-34        | 0      |

### Elitserien Södra
| Platz | Team                | Spiele | G | U(G) | U(V) | V | Spielpunkte | Punkte |
| ----- | ------------------- | ------ | - | ---- | ---- | - | ----------- | ------ |
| 1     | Västra Frölunda BMK | 4      | 4 |      |      |   | 26-10       | 12     |
| 2     | Göteborgs BK        | 4      | 3 |      |      | 1 | 23-13       | 9      |
| 3     | BMK Aura            | 4      | 2 |      |      | 2 | 18-18       | 6      |
| 4     | Askim BC            | 4      |   | 1    |      | 3 | 14-22       | 2      |
| 5     | BMK Wätterstad      | 4      |   |      | 1    | 3 | 9-27        | 1      |

## Zwischenrunde

### Superelitserien
| Platz | Team                | Spiele | G | U(G) | U(V) | V | Spielpunkte | Punkte |
| ----- | ------------------- | ------ | - | ---- | ---- | - | ----------- | ------ |
| 1     | Fyrisfjädern        | 10     | 9 |      | 1    |   | 68-22       | 28     |
| 2     | Täby BMF            | 10     | 7 |      | 1    | 2 | 54-36       | 22     |
| 3     | IFK Umeå            | 10     | 2 | 4    |      | 4 | 49-41       | 14     |
| 4     | Göteborgs BK        | 10     | 2 | 2    | 3    | 3 | 42-48       | 13     |
| 5     | Västra Frölunda BMK | 10     | 1 | 3    | 3    | 3 | 37-44       | 12     |
| 6     | BMK Aura            | 10     |   |      | 1    | 9 | 15-75       | 1      |

### Elitserien
| Platz | Team           | Spiele | G | U(G) | U(V) | V | Spielpunkte | Punkte |
| ----- | -------------- | ------ | - | ---- | ---- | - | ----------- | ------ |
| 1     | Skogås BK      | 6      | 5 |      | 1    |   | 40-14       | 16     |
| 2     | Askim BC       | 6      | 3 | 1    | 1    | 1 | 30 - 24     | 12     |
| 3     | Bergsåkers BMK | 6      | 1 | 1    |      | 4 | 20 - 34     | 5      |
| 4     | BMK Wätterstad | 6      |   | 1    | 1    | 4 | 18 - 36     | 3      |

## Play-offs

### Viertelfinale
- Fyrisfjädern – Askim BC: 9-0, 8-1
- IFK Umeå – BMK Aura: 8-1, 6-3
- Göteborgs BK – Västra Frölunda BMK: 3-6, 4-5
- Täby BMF – Skogås BK: 7-2, 7-2

### Halbfinale
- Fyrisfjädern – Västra Frölunda BMK: 5-1, 5-0
- IFK Umeå – Täby BMF: 5-3, 1-5, 5-4

### Finale
- Fyrisfjädern – IFK Umeå: